# Демократски центар (Хрватска)
Демократски центар (краће: ДЦ) је центристичка политичка странка у Хрватској.
Демократски центар је модерна, народна, демократска, проевропски оријентисана странка која жели да изгради богату, стабилну, социјално праведну и европски интегрисану Хрватску, чији ће темељ почивати на владавини права и поштовању људских права.

## О странци
Странка као предуслов за остварење својих циљева види модел владавине „одоздо према горе“ који сваком појединцу грађанину гарантује једнаку шансу за успех заснован на његовом таленту и уложеном напору. Странка се противи било каквом облику дискриминације и одбија све облике политичког, верског и националног екстремизма те сваки облик ауторитарне, самодовољне и изолационистичке владавине. Циљеви спољне политике су решавање отворених питања и развијање добросуседских односа те увођење Хрватске у пуноправно чланство Европске уније и НАТО. Жене чине 38% укупног чланства странке у чијем раду активно учествују, а млади своје идеје изражавају кроз клуб младих.
Странка је настала након пораза владајуће Хрватске демократске заједнице на парламентарним и председничким изборима 2000. године. Део ХДЗ-овог водства, укључујући министра спољних послова Мату Гранића и бившу Туђманову саветницу Весну Шкаре-Ожболт, закључио је да је ХДЗ превише компромитован корупцијским и другим аферама, али и одбаченом десном националистичком политиком, те је основао нову странку, коју је настојао представити као умерену и центру оријентисану. Придружују им се бивши председник Владе Хрвоје Шаринић и нетом из политичких разлога разријешени помоћник министра унутрашњих послова Јошко Морић.
Странка — која је била у опозицији према влади Ивице Рачана — испочетка, Гранићевим под вођством није имала много успеха. С временом се почела поново приближавати ХДЗ-у, у коме је у међувремену почела доминирати идеолошки компатибилна, умерена струја Иве Санадера. На следећим парламентарним изборима 2003. године ДЦ је наступио на заједничкој листи са Будишином Хрватском социјално-либералном странком, странком која је напустила „Трећејануарску власт” и такође се приближила ХДЗ-у. Та је листа на изборима доживела дебакл, освојивши тек три места, за што је Гранић, попут Будише, преузео одговорност и поднео оставку на место лидера странке.
Једино саборско место за ДЦ освојила је Весна Шкаре-Ожболт, која је преузела и вођство странке, а ДЦ је постао део Санадерове владајуће коалиције. Шкаре-Ожболт је добила место министра правосуђа те се настојањем да се реформишу традиционално неспособни хрватски судови, али и вештим одношењем према медијима, врло брзо наметнула као једна од најпопуларнијих чланица Санадерове владе. Почетком 2006. године ју је Санадер сменио — наводно због цурења поверљивих владиних докумената — али се сматра да је разлог било неслагање Шкаре-Ожболт са корупцијом и избором судија мимо закона, иза чега је стајао владајући врх. ДЦ је после тога иступио из владе и прешао у опозицију.
Странка је од 15. октобра 2002. године члан посматрач Европске народне партије.
На шестим парламентарним изборима 2007. године Странка је ишла у коалицији са Зеленом партијом, али није успела да освоји ниједан посланички мандат у Хрватском сабору. Весна Шкаре-Ожболт такође се кандидовала за на председничим изборима 2009/10, као формално независни кандидат, али само је успео да освоји 1,89% гласова у првом кругу, завршивши 11. од 12 кандидата.
На парламентарним изборима 2011. године Странка је ишла у коалицији са ХДЗ-ом где је добила једно место на листи у 6. изборној јединици.